# Schoutenia curtisii
Schoutenia curtisii är en malvaväxtart som beskrevs av Roekm.-hart.. Schoutenia curtisii ingår i släktet Schoutenia och familjen malvaväxter. Inga underarter finns listade i Catalogue of Life.